# Gleina (Malschwitz)

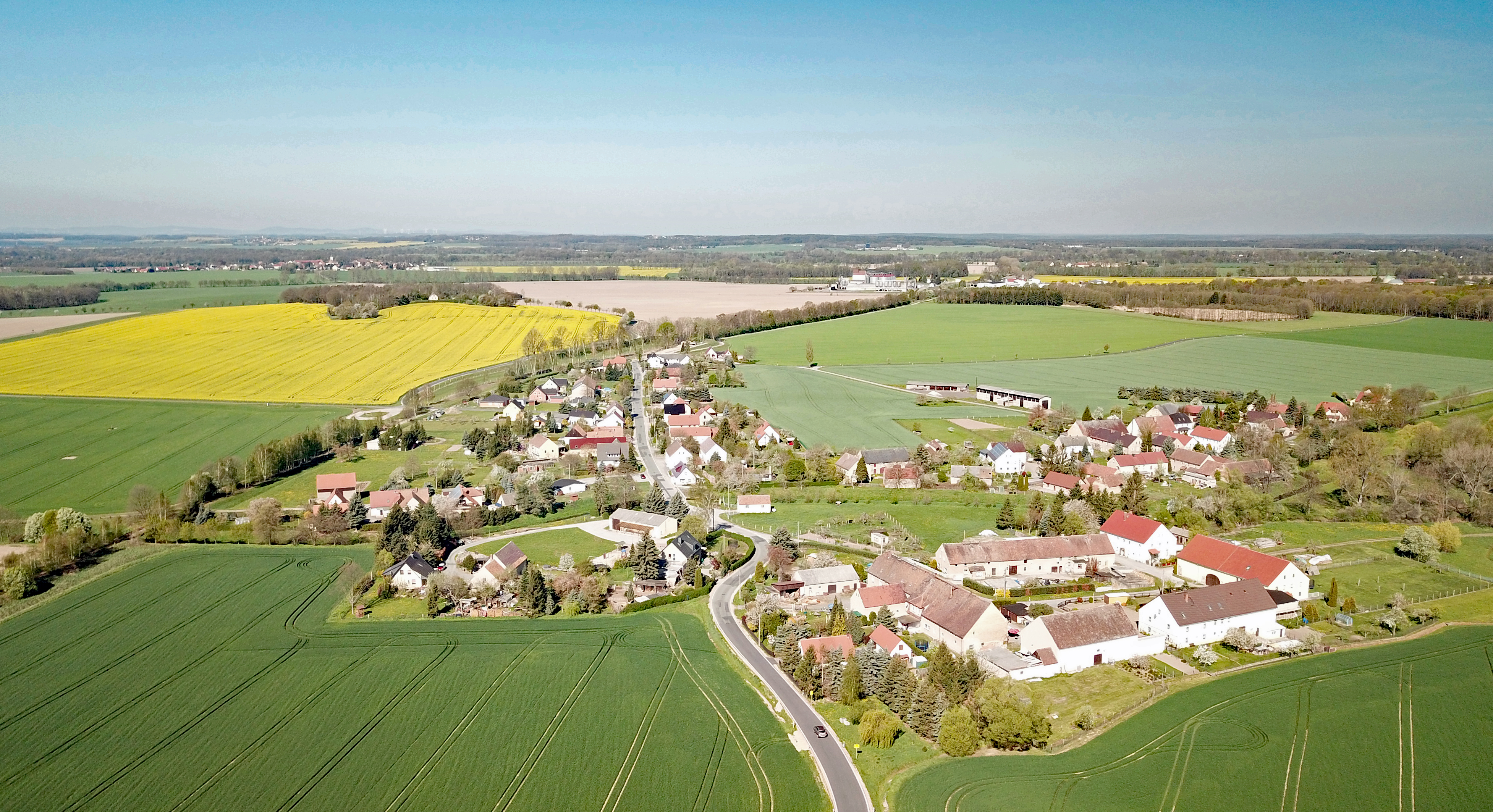
Luftbild

Gleina, obersorbisch Hlinaⓘ, ist ein Dorf im ostsächsischen Landkreis Bautzen und gehört seit 1994 zur Gemeinde Malschwitz. Es zählt zur Oberlausitz und liegt im Sorbischen Siedlungsgebiet.

## Geographie
Gleina liegt etwa 12 km nordöstlich von Bautzen auf 148 m ü. NN. Es wird überblickt vom 168 m hohen Gleinaer Windmühlenberg.
Gleina ist ein erweitertes Sackgassendorf und der letzte Ort am Kotitzer Wasser vor dessen Einmündung in das Löbauer Wasser. Im östlichen Teil des Ortes befindet sich ein Gutshof. Der Ortsteil Kleingleina befindet sich nördlich.

## Geschichte
Der Ort wird erstmals 1433 als Cleyne erwähnt; die heutige Schreibweise ist erstmals 1510 verzeichnet. Der Ortsname stammt vom sorbischen Wort für Ton oder Lehm (altsorbisch glina, heute hlina). Beim Oberlausitzer Pönfall 1547 war die Siedlung im Besitz der Stadt Bautzen. 1604 wurde das erste Rittergut in Gleina erwähnt.

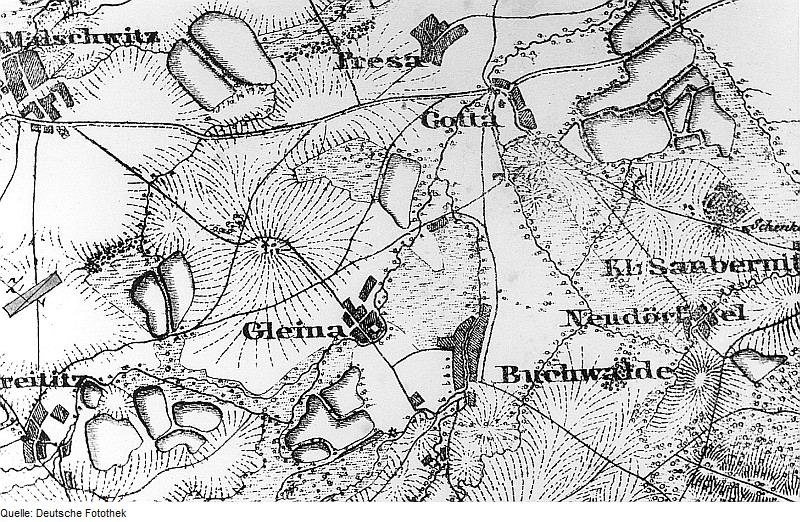
Ausschnitt aus der Karte, Die Schlacht bei Hochkirch den 14.1.

Am 20. und 21. Mai 1813 lag Gleina am nördlichen Rand des Hauptkampfgebietes der Schlacht bei Bautzen, als die französischen Truppen gegen Preußen und Russen kämpften. In der Nähe des Ortes am Windmühlenberg befand sich das Hauptquartier der Verbündeten.

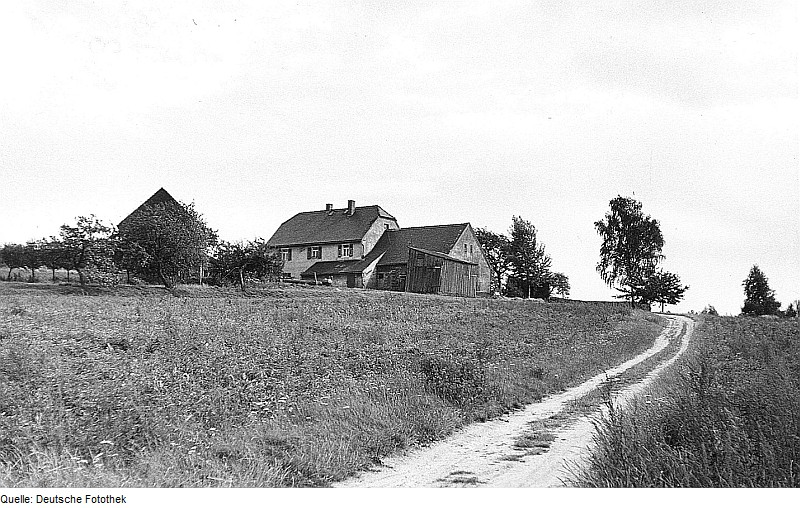
Ehem. Windmühlengehöft Gleina

Bis zum 30. Juni 1950 war Gleina eine eigenständige Landgemeinde, dann wurde es nach Buchwalde eingemeindet. Von 1974 bis 1994 gehörte es zu Baruth. Seitdem ist es ein Teil der Gemeinde Malschwitz.

## Bevölkerung
Um 1900 hatte Gleina etwa 340 Einwohner.
Die Mehrheit der gläubigen Gleinaer Einwohner ist traditionell evangelisch-lutherisch. Der Ort gehört seit dem 16. Jahrhundert zur Kirchgemeinde Guttau.
Für seine Statistik über die sorbische Bevölkerung in der Oberlausitz ermittelte Arnošt Muka in den achtziger Jahren des 19. Jahrhunderts eine Bevölkerungszahl von 223 Einwohnern; davon waren 202 Sorben (91 %) und 21 Deutsche.

### Verkehr
Die nächste Anschlussstelle der Autobahn 4 (Bautzen-Ost) ist etwa 10 km entfernt. Lokalstraßen verbinden Gleina mit Guttau (3 km), Malschwitz (3 km), Buchwalde (1 km) und Preititz (4 km).
Die Bahnstrecke Löbau–Radibor führte direkt südlich an Gleina vorbei; der nächstgelegene Bahnhof war in Guttau. Sie wurde 1995 endgültig stillgelegt und ist heute abgebaut.